# Parafia św. Marii Magdaleny w Trzebuni
Parafia świętej Marii Magdaleny w Trzebuni – rzymskokatolicka parafia znajdująca się w archidiecezji krakowskiej, w dekanacie Pcim, w Polsce.